# Oscar Lejdström
Johan Oscar Lejdström, född 19 december 1858 i Stockholm, död 10 december 1926 i Hedvig Eleonora församling i Stockholm, var en svensk operasångare (baryton), organist och sångpedagog.
Lejdström antogs som elev vid Kungliga Musikkonservatoriet i Stockholm 1875 och studerade bland annat för Julius Günther och Fritz Arlberg. Han tog organistexamen 1878 och examen som musikdirektör 1881. Han arbetade som organist i Kungsholms kyrka under åren 1883–1898. Efter sångstudier i Paris 1885–1886 sjöng han bland annat Faust av Schumann, Kristus i Cesar Francks Les Béatitudes och Felix Mendelssohns Elias.
Han debuterade vid Kungliga Teatern i Stockholm hösten 1888. Trots lyckade operadebuter som Escamillo i Carmen respektive Valentin i Gounods Faust och erbjudande om engagemang på Operan, beslöt han att inrikta sig på undervisning. Han utnämndes till ordinarie lärare i solosång vid Kungliga Musikkonservatoriet 1898 och till professor 1913.
Bland hans elever kan nämnas Joel Berglund, Julia Claussen, Josef Herou, Nanny Larsén-Todsen, Torsten Lennartsson, Conny Molin och Gertrud Pålson-Wettergren.
Lejdström utsågs till ledamot av Kungliga Musikaliska Akademien 1897, och mottog Litteris et Artibus 1909.
Han var gift med läkaren och röstvårdsspecialisten Ingrid Signe Kristina Samzelius, och bror till sångaren Carl Lejdström.
Oscar Lejdström är begravd på Norra begravningsplatsen utanför Stockholm.